# Migas plomleyi
Migas plomleyi är en spindelart som beskrevs av Raven och Churchill 1989. Migas plomleyi ingår i släktet Migas och familjen Migidae.
Artens utbredningsområde är Tasmanien. Inga underarter finns listade i Catalogue of Life.